# Bereket Desta
Bereket Desta Gebretsadik (amharisch ደስታ በረከት; * 23. Mai 1990 in Sinkata, Äthiopien) ist ein äthiopischer Leichtathlet.

## Karriere
Bereket Desta ist (Stand 2012) dreifacher Äthiopischer Meister im 400-Meter-Lauf.
2010 startete er für sein Land bei den Leichtathletik-Afrikameisterschaften in Nairobi im 400-Meter-Lauf und belegte in einer Zeit von 47,14 Sekunden den achten Platz. Bei den Afrikameisterschaften 2012 in Porto-Novo startete er erneut, schied jedoch bereits im Halbfinale aus.
Bei den Panafrikanischen Spielen 2011 in Maputo belegte er den vierten Rang über 400 Meter.
2012 startete er beim Ostrava Golden Spike Meeting im B-Lauf über 800 Meter und belegte in einer Zeit von 1:48,13 min den zweiten Platz.
Bei den Olympischen Spielen 2012 in London startete er im 400-Meter-Lauf, als erster Äthiopier seit 1956. Er wurde in einer Zeit von 47,40 Sekunden Siebter seines Vorlaufs und schied aus.